# Ważki
Ważki (Odonata) – rząd drapieżnych, starych ewolucyjnie owadów o przeobrażeniu niezupełnym, smukłym ciele, dużych oczach złożonych, krótkim tułowiu, silnie wydłużonym odwłoku i dwóch parach skrzydeł, które w stanie spoczynku są rozłożone na boki lub podniesione do góry. Tradycyjnie zaliczane są wraz z jętkami (Ephemeroptera) do grupy prymitywnych owadów staroskrzydłych (Palaeoptera), których większość już wymarła. Są związane ze środowiskiem wodnym – larwy żyją w wodzie, a osobniki dorosłe (imagines) przebywają w pobliżu zbiorników z wodą stojącą lub płynącą. Ważki są bardzo dobrymi lotnikami. Latają szybko i bezgłośnie. U większości gatunków jest wyraźnie zaznaczony dymorfizm płciowy.
Na świecie znanych jest około 6400 współcześnie żyjących gatunków występujących na wszystkich kontynentach, z wyjątkiem Antarktydy, głównie w strefie tropikalnej i subtropikalnej, gdzie wykazują się największym zróżnicowaniem gatunków. W Europie stwierdzono występowanie około 130, a w Polsce 74 gatunków ważek.
Dział entomologii zajmujący się ważkami to odonatologia.

## Charakterystyka

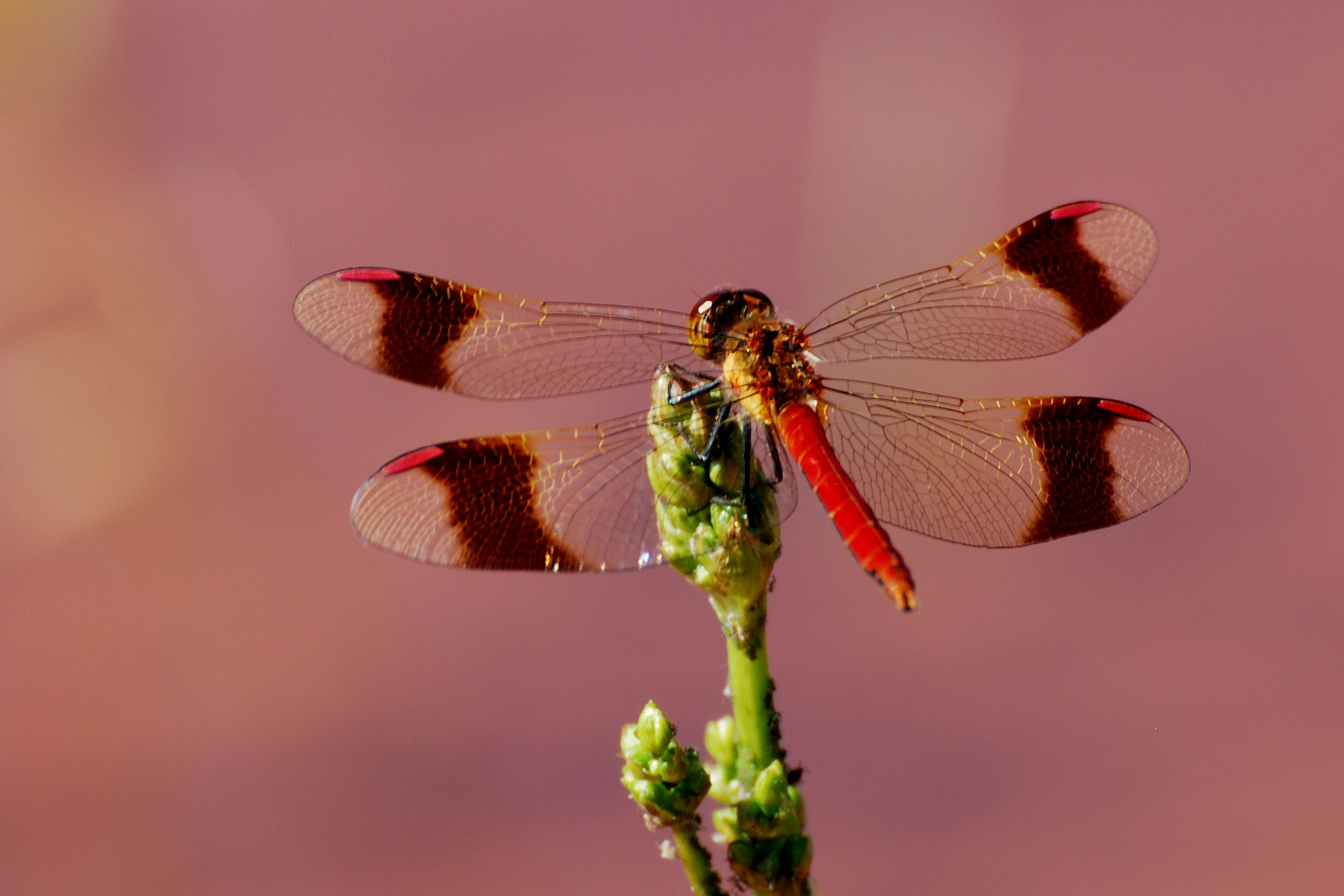
szablak przepasany

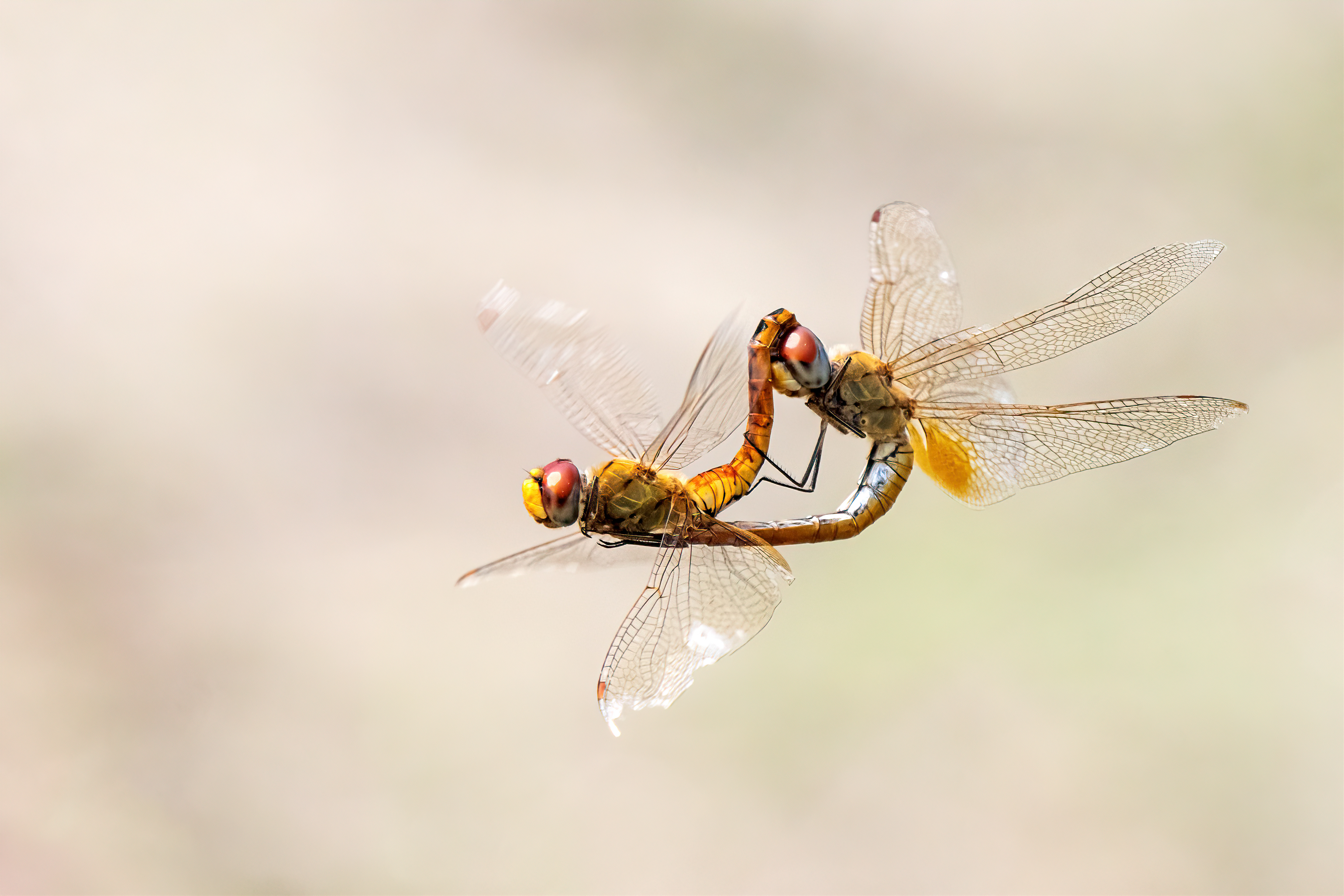
pierścień kopulacyjny ważek

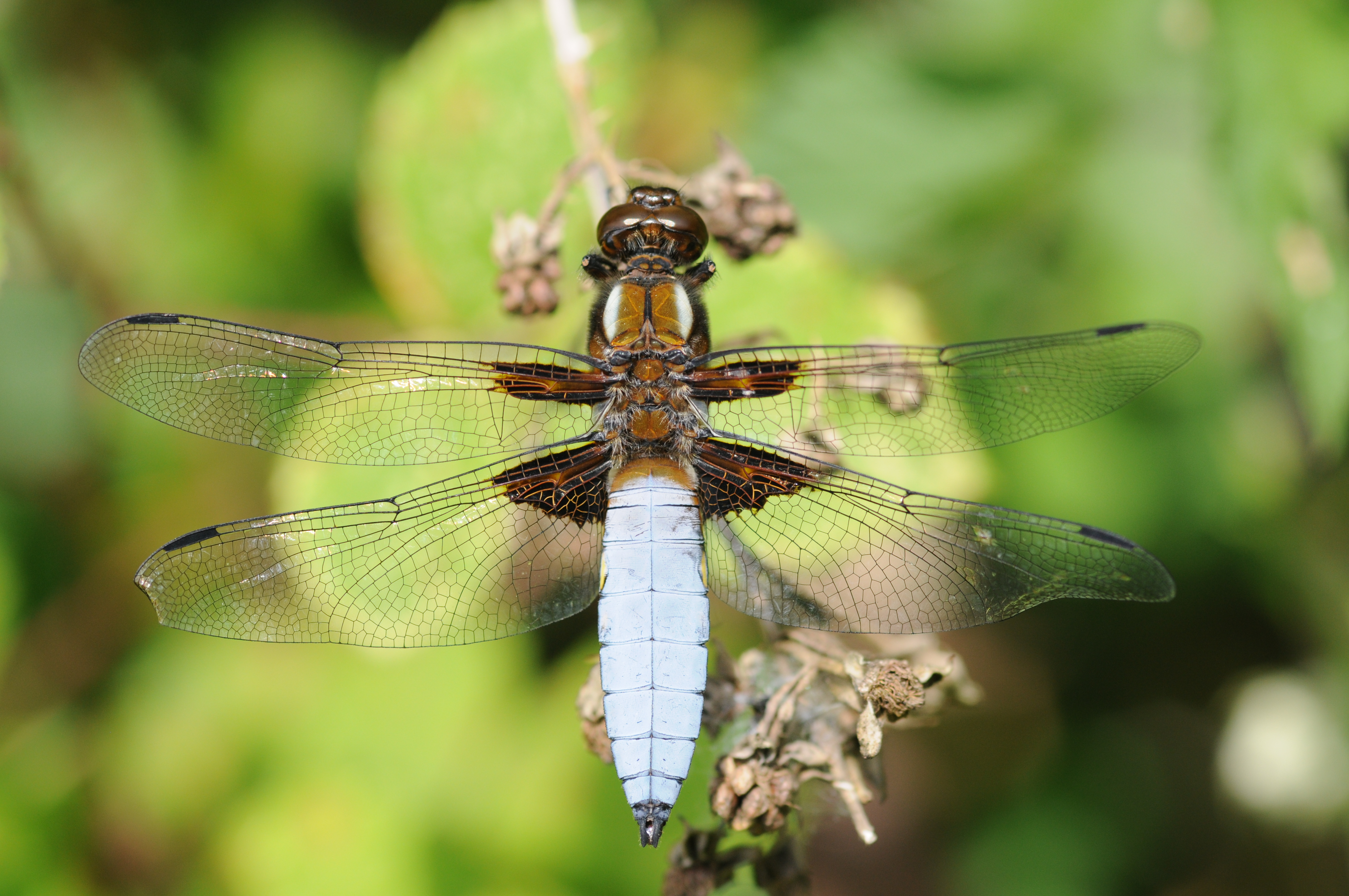
ważka płaskobrzucha

Wszystkie ważki mają zbliżony typ budowy. Są to owady przeważnie średniej lub dużej wielkości. Długość ich ciała waha się od 2 cm u australijskiej Nannodiplax rubra do 19 cm u środkowoamerykańskiej Megaloprepus caerulatus. Rozpiętość skrzydeł ważek mieści się w przedziale 2–19 cm. Do największych współcześnie żyjących gatunków należy hawajski endemit Anax strenuus o rozpiętości skrzydeł do 19 cm i wspomniana wyżej Megaloprepus caerulatus.
Głowa dobrze wykształcona i ruchliwa, z bardzo dużymi, złożonymi oczami (nawet 40 tys. ommatidiów) oraz trzema przyoczkami. Czułki mają bardzo krótkie, 3–7 członowe, szczecinkowate. Aparat gębowy typu gryzącego charakteryzuje się mocną konstrukcją. Tułów silnie rozwinięty, związane jest to m.in. z rozrośniętymi mięśniami poruszającymi dwiema parami niezależnych, przezroczystych (błoniastych) skrzydeł. Nogi kroczne, długie i smukłe. Posiadają dwie pary podobnych do siebie i bogato żyłkowanych skrzydeł, których, w przeciwieństwie do innych owadów, nie są w stanie składać na grzbietowej części ciała pozostawiając je rozpostarte prostopadle do osi ciała lub uniesione do góry. Odwłok ważek, zbudowany z 10 segmentów, jest długi i cienki (z kilkoma wyjątkami).
Dymorfizm płciowy jest zaznaczony u większości gatunków w ubarwieniu oraz w budowie zewnętrznych przydatków płciowych. Samice są zwykle ubarwione mniej intensywnie. U samców, na drugim segmencie, znajduje się aparat kopulacyjny o złożonej budowie. U samic występuje pokładełko rzeczywiste służące do składania jaj. Składają je pod wodą lub blisko niej, często na pływających bądź zanurzonych roślinach. To jedne z niewielu owadów, u których postać dorosła może paść ofiarą postaci larwalnej. Dzieje się tak czasami podczas składania jaj przez samice do wody.
Żyją od sześciu miesięcy do siedmiu lat, z czego większość pod wodą, jako drapieżne larwy. Jako dorosłe, latające owady większe gatunki żyjące w strefach tropikalnych dożywają czterech miesięcy. Osobniki dorosłe większych gatunków ze strefy klimatu umiarkowanego nie są tak żywotne. 7–8 tygodniowe osobniki są już stare, ich kolory bledną a skrzydła zaczynają ulegać strzępieniu się. Wkrótce potem owady umierają. U ważek, oprócz dymorfizmu płciowego, występuje również dymorfizm wiekowy, najbardziej widoczny w ubarwieniu, które zmienia się w trakcie dojrzewania, osiągając największe nasilenie w okresie rozrodu, po czym blednie.
Są jednymi z najlepszych lotników wśród owadów. Potrafią latać we wszystkich kierunkach, przekraczając prędkość 10 m/s. Jako jedne z niewielu zwierząt opanowały lot wiszący. Polują na latające owady (m.in. komary, muchy), chwytając je nogami – dlatego nogi są zaopatrzone w sztywne szczeciny. Są też w stanie przewidzieć tor lotu ofiary i lecą „na zbliżenie”. Niektóre, najmniejsze gatunki polują chodząc po roślinach. W chwytaniu ofiar przez larwy podstawową rolę odgrywa przekształcony aparat gębowy typu gryzącego, zwany maską.
Ważki należą do najstarszych ewolucyjnie współcześnie żyjących owadów. Zaliczane do Protodonata formy podobne do współczesnych ważek są znane już z osadów górnokarbońskich (ok. 325 mln lat temu). Karbońskie praważki z rodzaju Meganeura i Meganeuropsis były największymi znanymi owadami o rozpiętości skrzydeł do odpowiednio 750 mm i 720 mm. Najstarsi przedstawiciele rzędu Odonata, czyli właściwych ważek, znani są z dolnego permu (250 mln lat temu).

## Systematyka

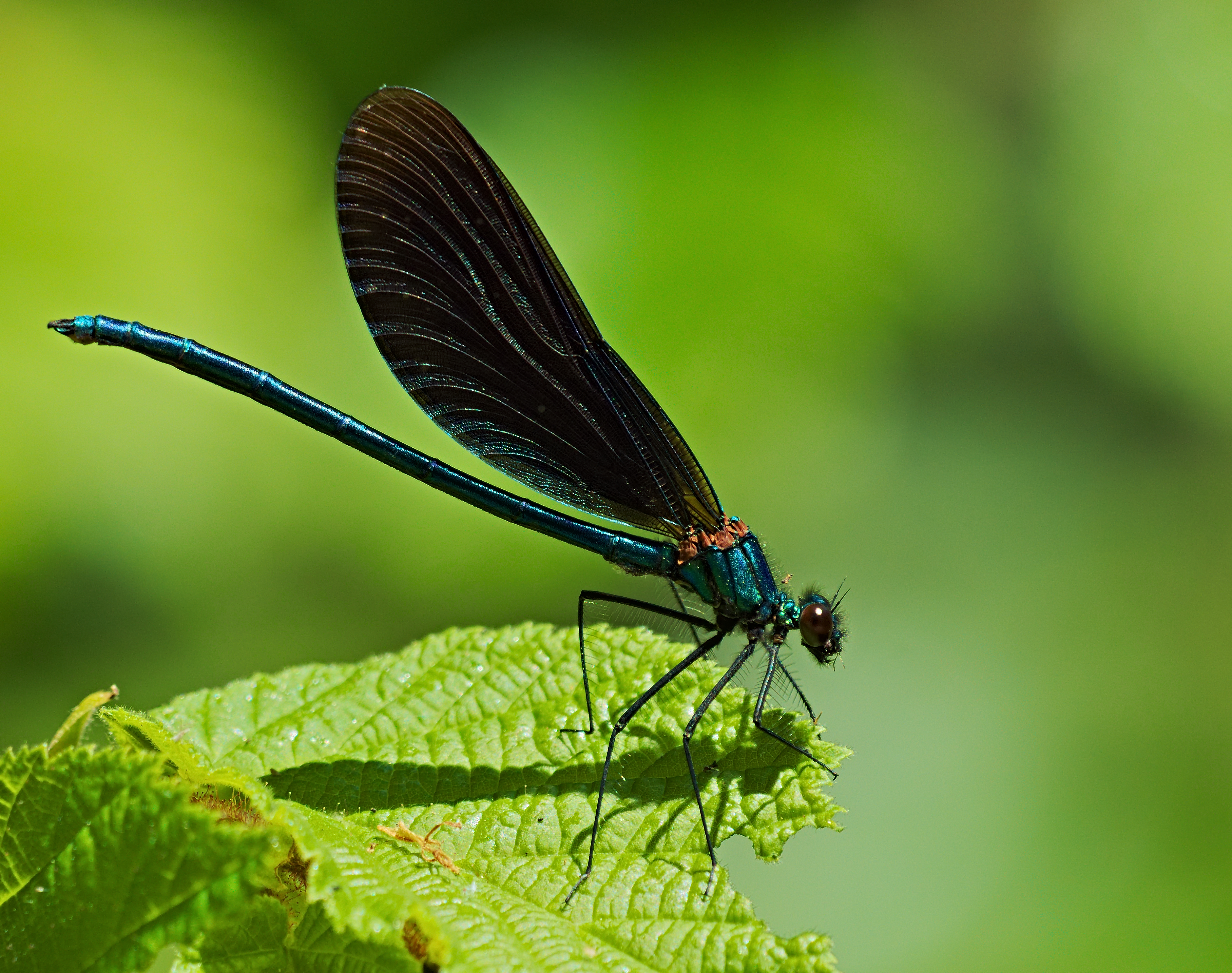
samiec świtezianki dziewicy – ważki równoskrzydłej

Dotychczas na świecie opisano około 6400 współcześnie żyjących gatunków ważek. Ich klasyfikacja biologiczna opiera się głównie na analizie żyłkowania skrzydeł postaci dorosłych oraz na filogenezie, która jednak nie jest jeszcze dobrze poznana. Dla wielu gatunków brak opisów larw. Liczne badania molekularne z konieczności prowadzone są na niepełnej grupie reprezentantów poszczególnych taksonów.
W oparciu o badania morfologiczne, współcześnie żyjące ważki dzielone są na podrzędy:
- ważki równoskrzydłe (Zygoptera)
- Anisozygoptera – jedynym przedstawicielem jest monotypowa rodzina Epiophlebiidae
- ważki różnoskrzydłe (Anisoptera)

Poza tym, zależnie od ujęcia systematycznego, wyróżnia się 4–5 dalszych rzędów znanych tylko z materiałów kopalnych, wśród nich wymienia się Protodonata, Protoanisoptera, Protozygoptera i Archizygoptera.
Podrząd Anisozygoptera – obejmujący wymarłe ważki mezozoiczne oraz trzy żyjące współcześnie w Azji gatunki żywych skamieniałości z rodzaju Epiophlebia (czwarty opisany gatunek uznany za wątpliwy), o cechach pośrednich między równo- i różnoskrzydłymi – był uznawany za takson parafiletyczny, a zaliczane do niego gatunki włączano do ważek różnoskrzydłych. Badania molekularne sugerują jednak, że Epiophlebia może być taksonem siostrzanym dla Anisoptera i Zygoptera.
Larwy ważek posiadają skrzelotchawki ukryte wewnątrz odwłoka (w jelicie tylnym – tzw. skrzela rektalne). U równoskrzydłych występują też trzy skrzelotchawki zewnętrzne, położone na końcu odwłoka w postaci trzech listków.

## Odonatofauna Polski
Do 2016 roku odonatofauna Polski liczyła 73 gatunki. Latem 2016 roku zaobserwowano obecność nomadki żółtawej (Pantala flavescens). W Polsce 8 gatunków ważek jest objętych ochroną ścisłą, a 7 ochroną częściową.

## Miscellanea
W Indiach, 18 sierpnia 2019 roku obchodzono po raz drugi Dzień Ważki (ang. Dragonfly Day) w Nowym Delhi oraz sąsiednich regionach z inicjatywy World Wide Fund for Nature we współpracy z Bombay Natural History Society. Analogiczne wydarzenie, tj. Ogólnopolski Dzień Ważki w Puławach, zapoczątkowano z inicjatywy Ewy Rauner-Bułczyńskiej 25 maja 2019 roku w Puławach, w rocznicę urodzin czołowego badacza ważek, Edmonda de Sélys Longchampsa.

## Galeria

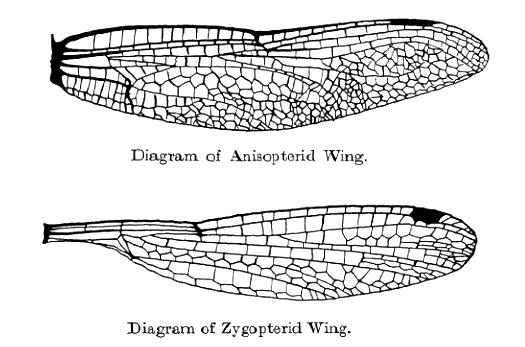
Zestawienie skrzydeł ważek: Anisoptera (u góry) i Zygoptera
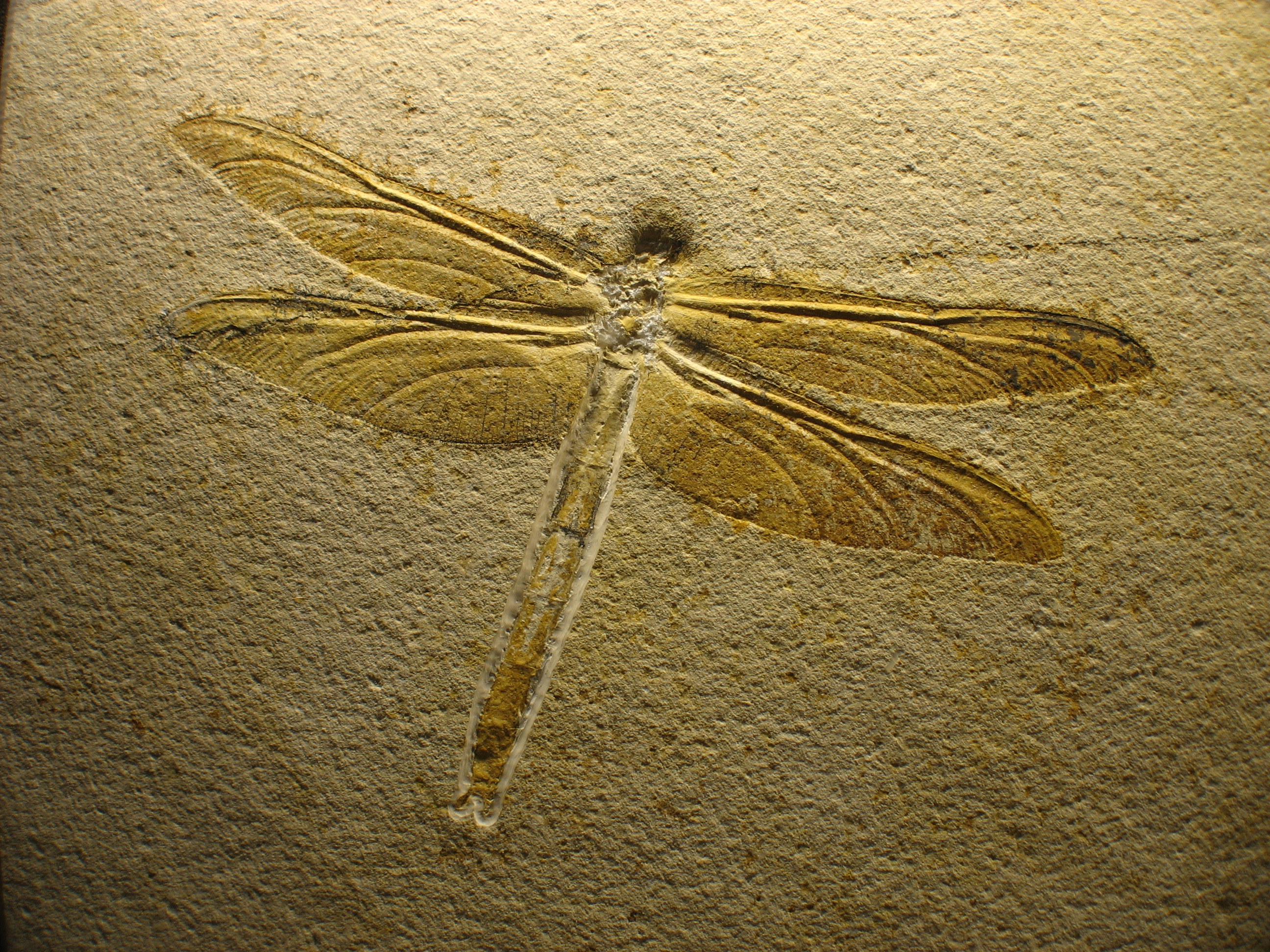
†Cymatophlebia longialata z późnej jury – Bawaria
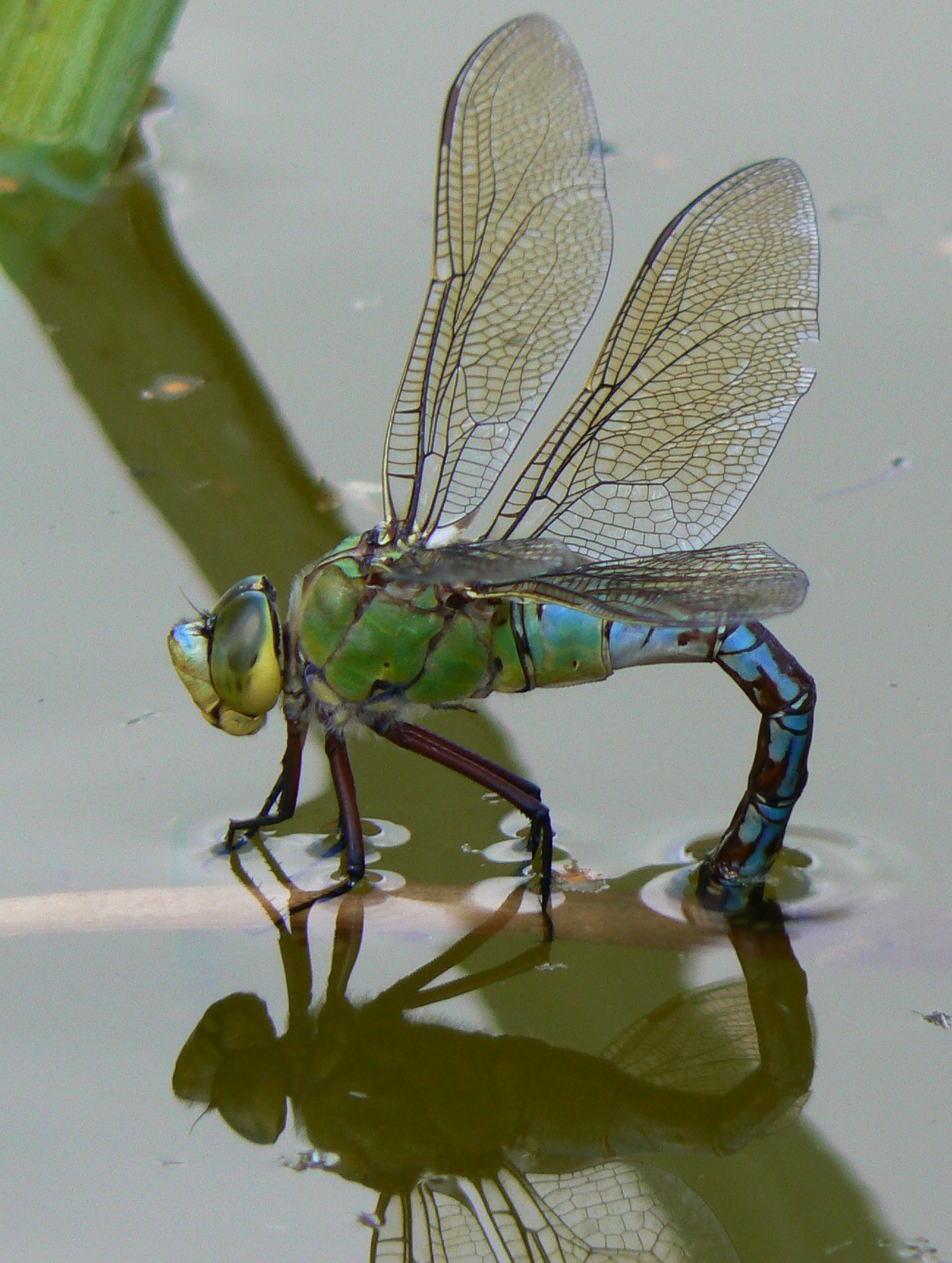
Husarz władca podczas składania jaj
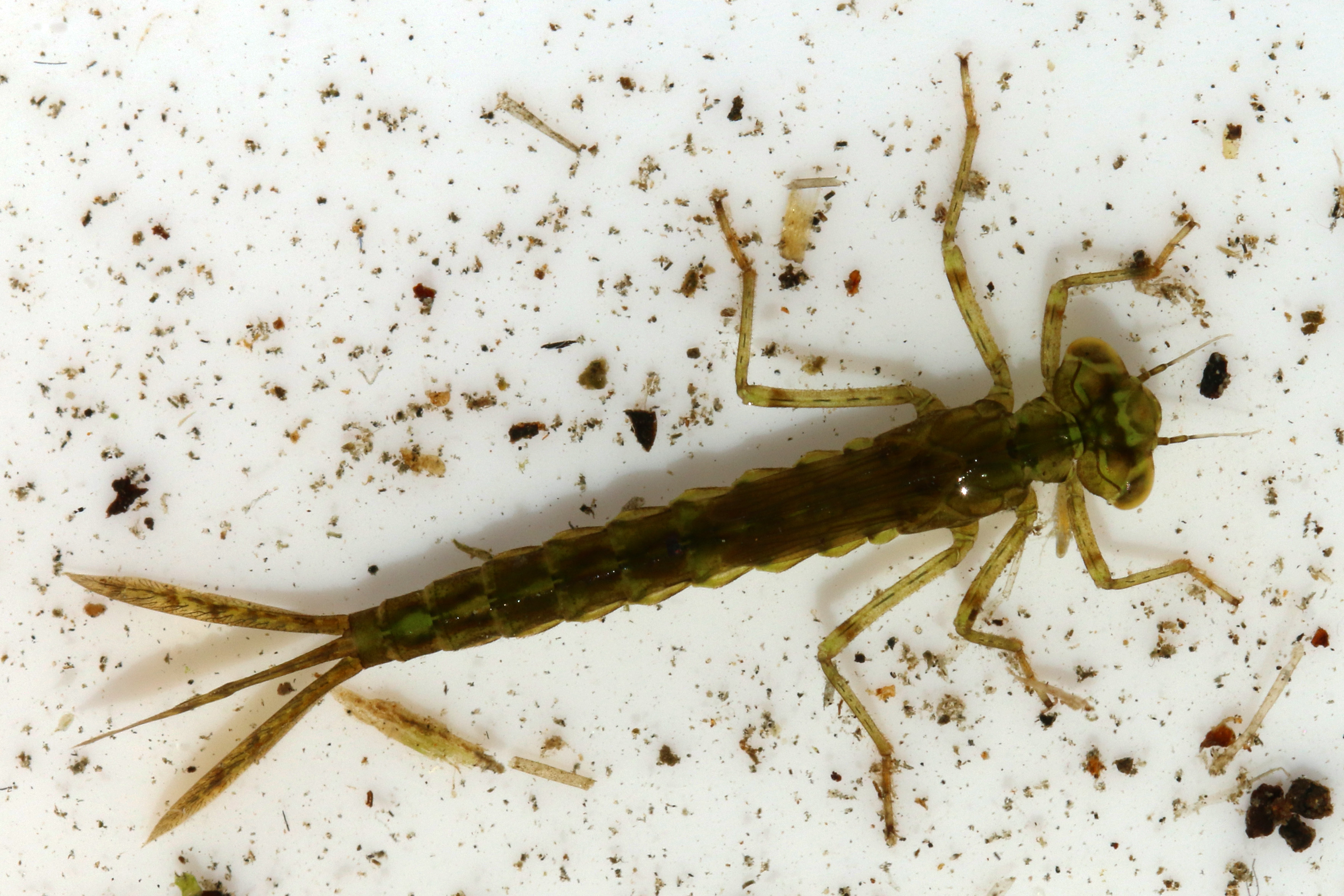
Larwa tężnicy wytwornej
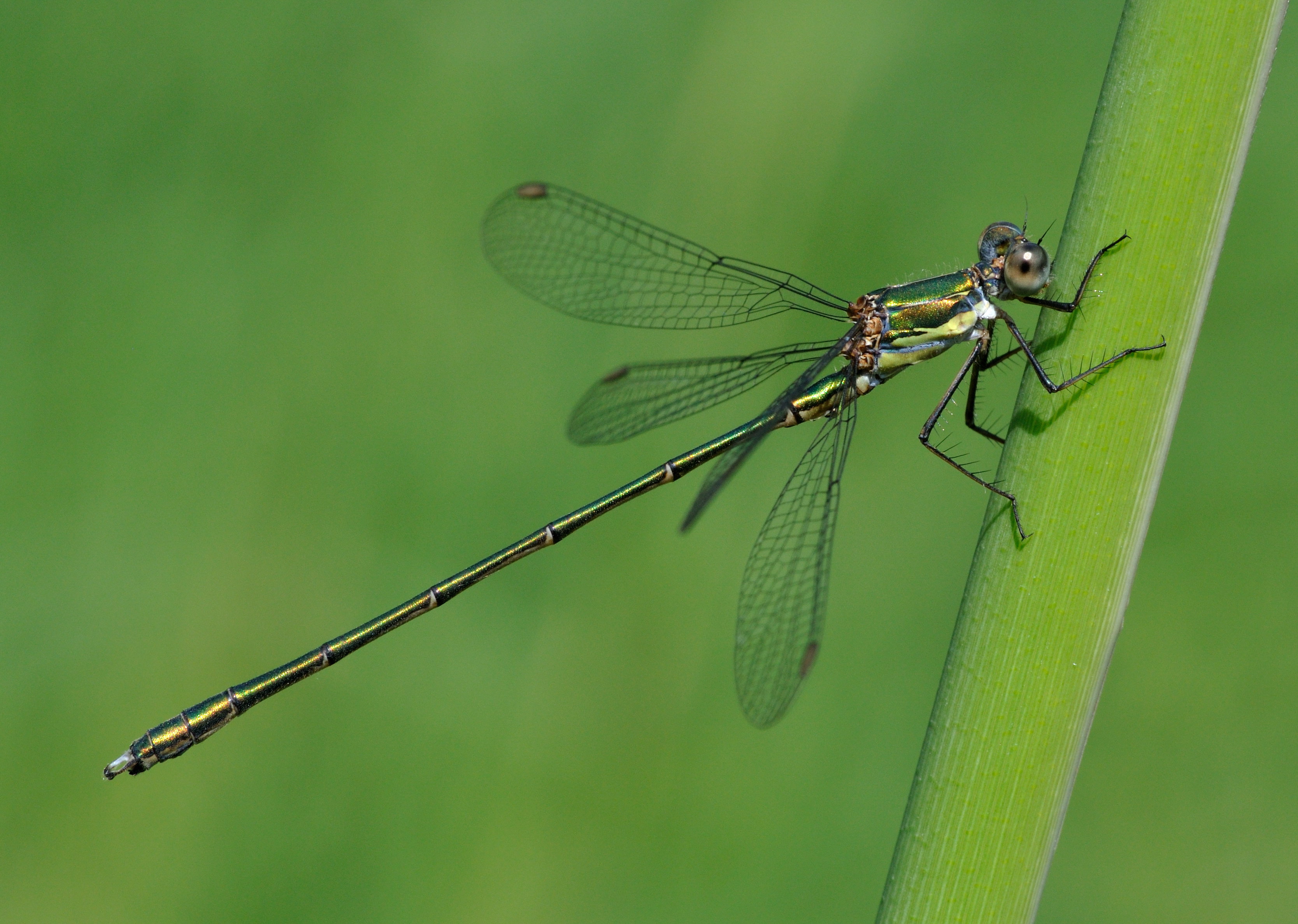
Samiec pałątki zielonej
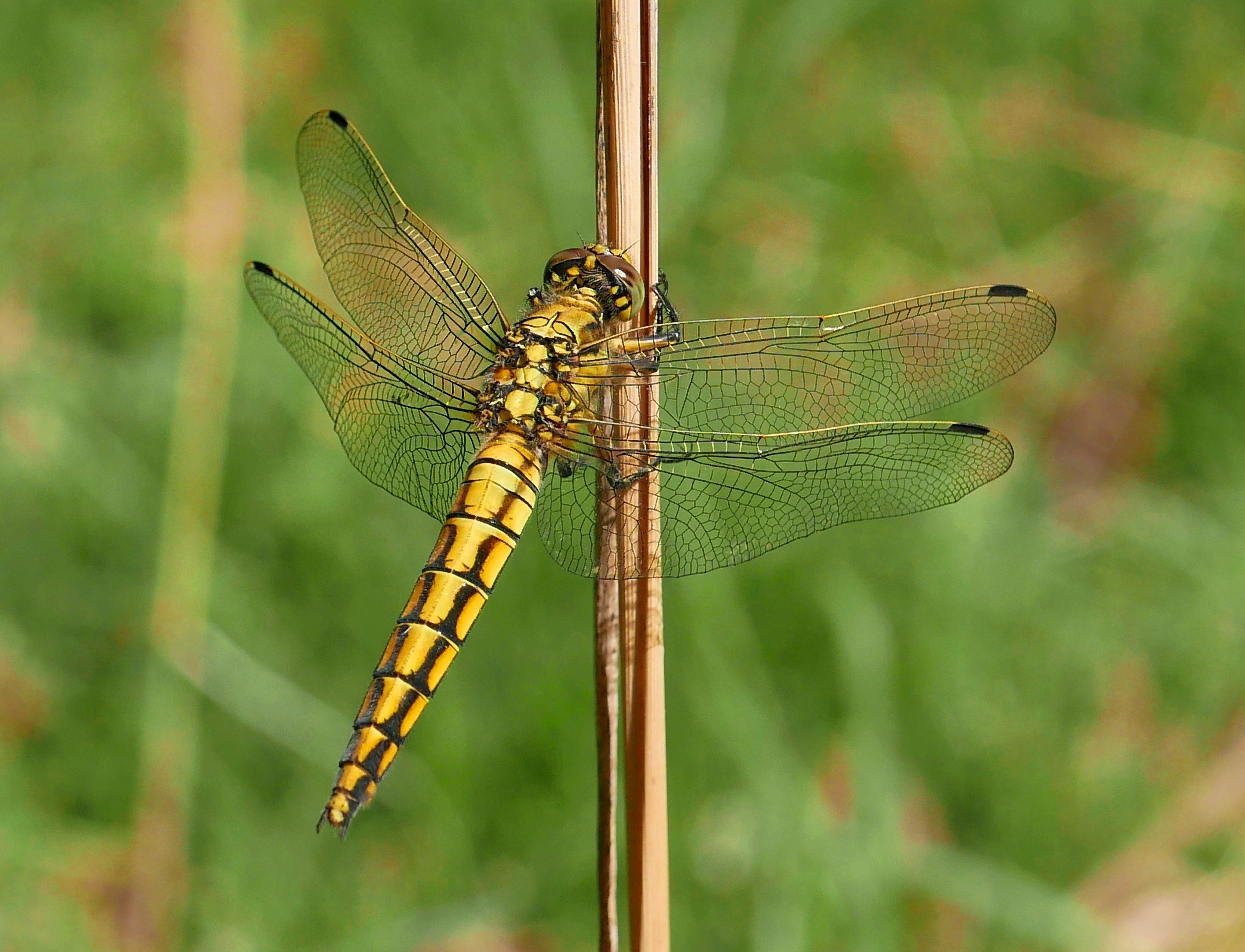
Samica lecichy pospolitej
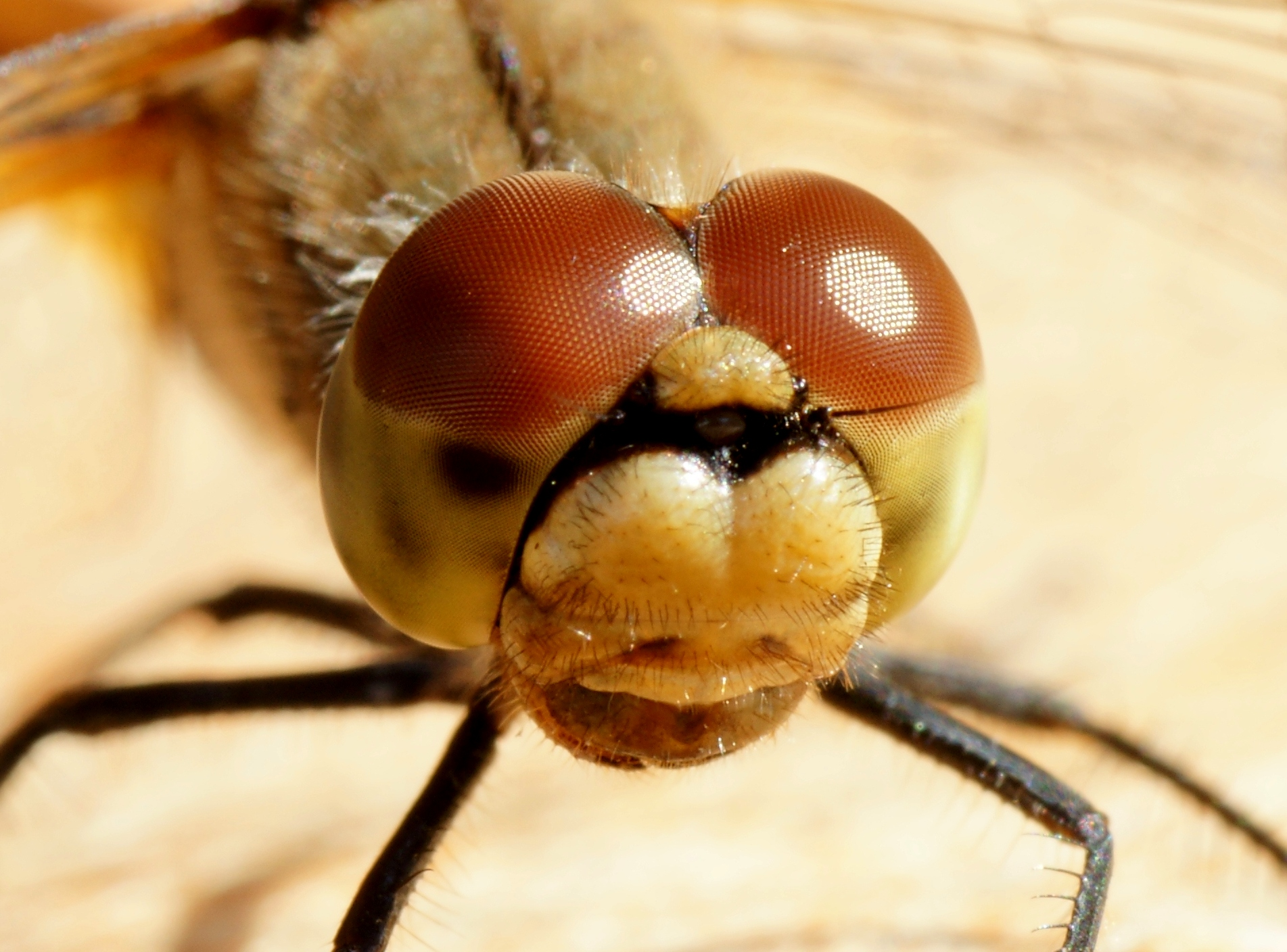
Głowa szablaka krwistego
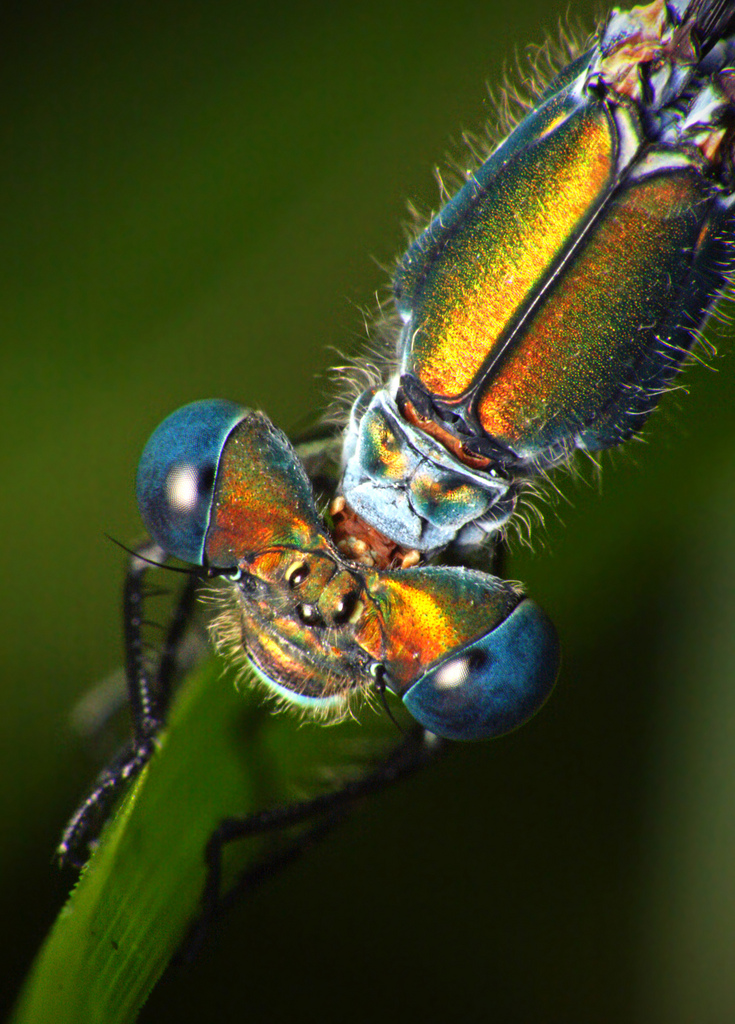
Głowa pałątki pospolitej
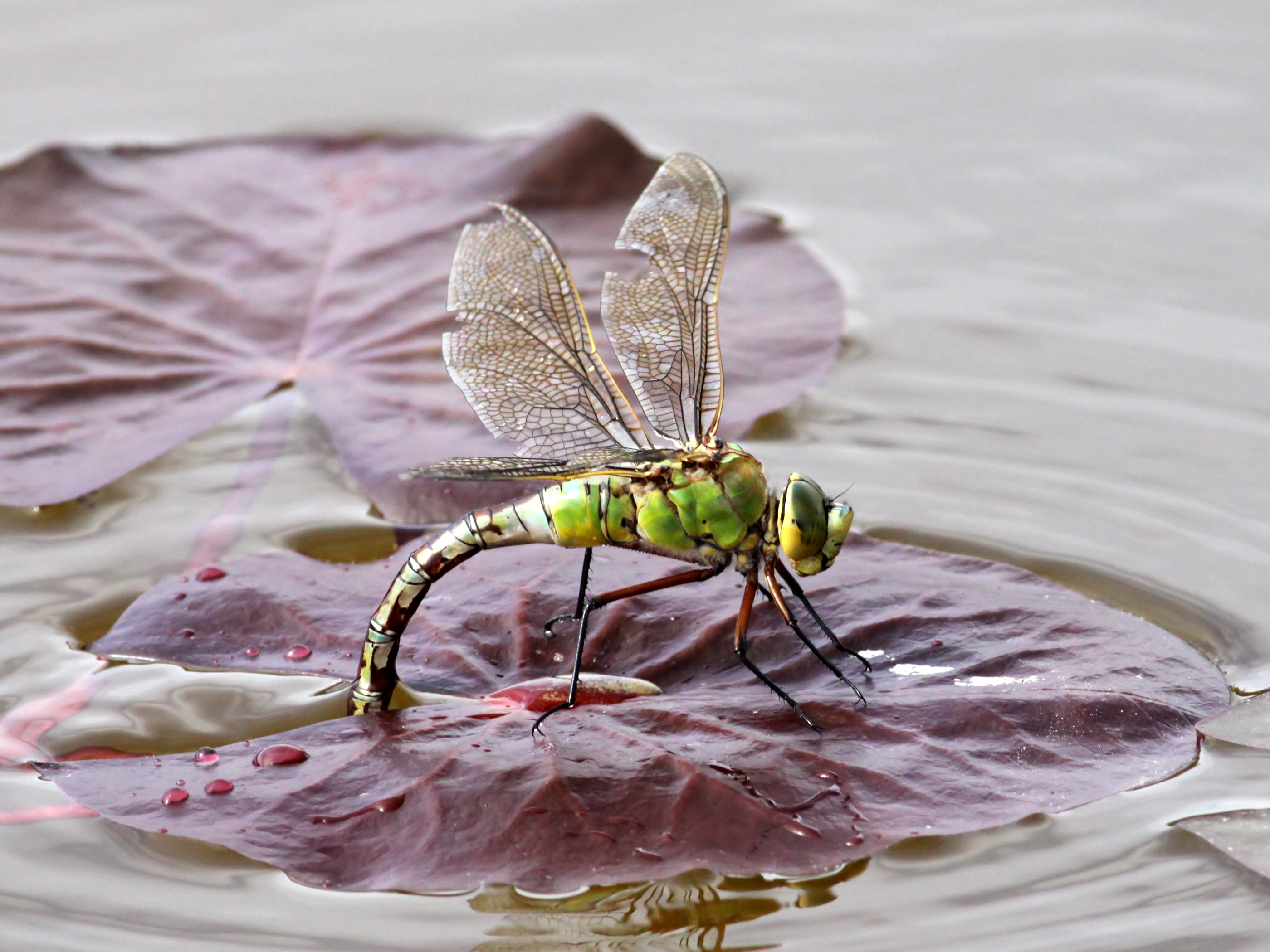
Husarz władca
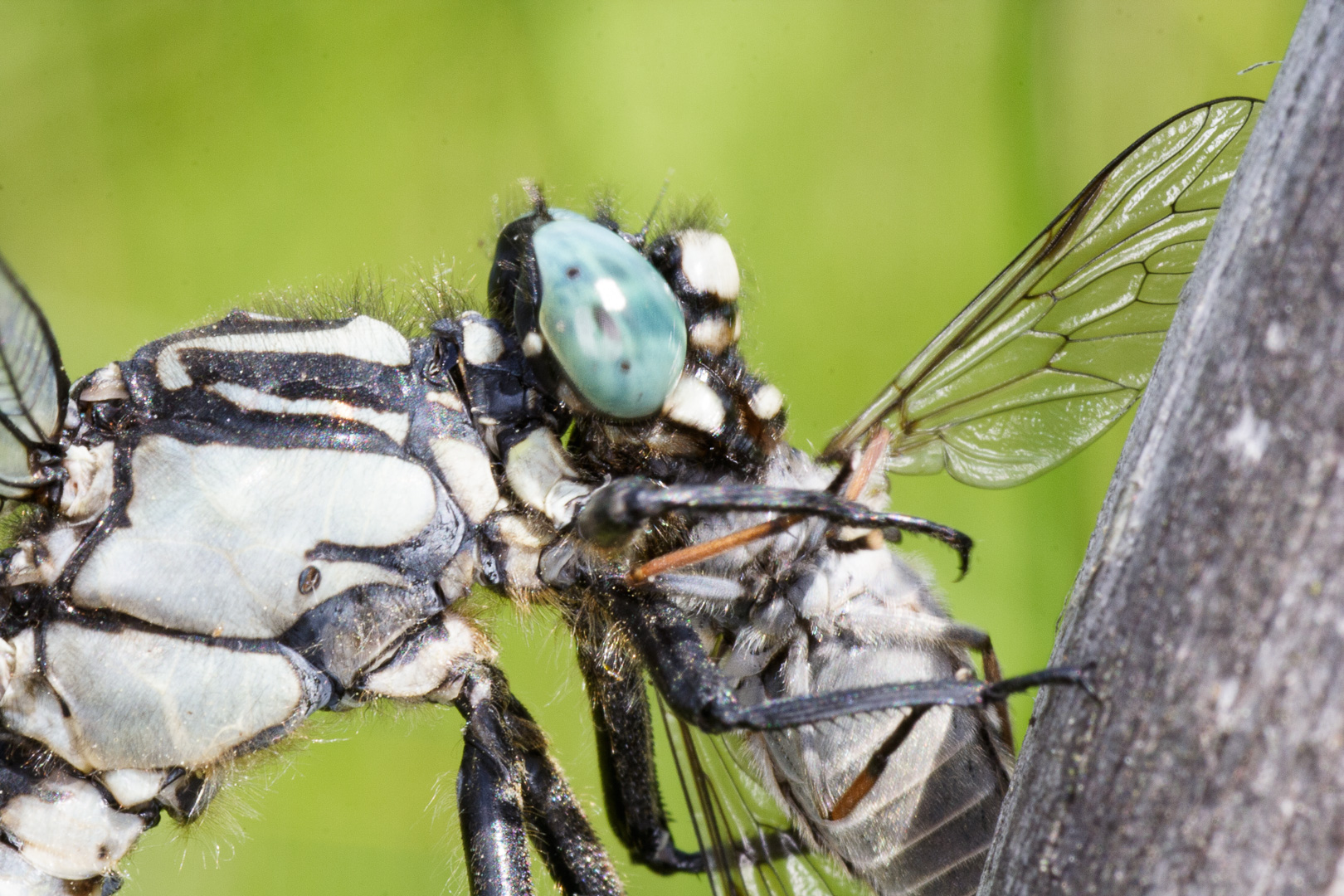
Gadziogłówka pospolita
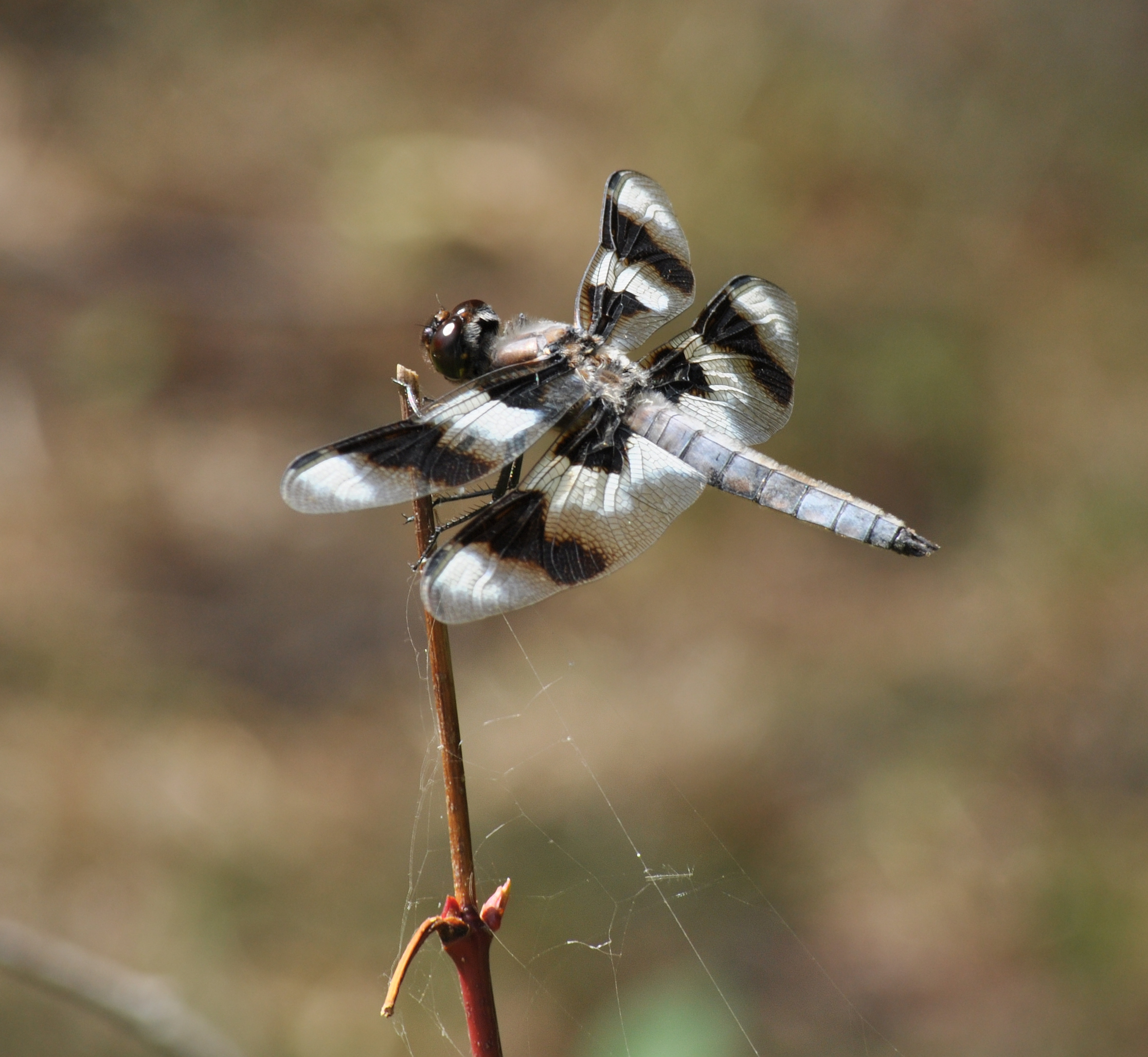
Libellula forensis